# GSX (bibliothèque logicielle)
 (mars 2016).
Si vous disposez d'ouvrages ou d'articles de référence ou si vous connaissez des sites web de qualité traitant du thème abordé ici, merci de compléter l'article en donnant les références utiles à sa vérifiabilité et en les liant à la section « Notes et références ».
Pour les articles homonymes, voir GSX.
Chronologie des versions
GEM
GSX (Graphics System Extension) est une bibliothèque logicielle de dessin multiplate-forme conçue par Digital Research au début des années 1980 (à l'époque de CP/M).
Il s'agit d'une implémentation de la norme ISO GKS (en) qui a vu le jour dès 1977.
GSX est composée de deux parties : un ensemble de routines de dessin indépendantes du matériel et un ensemble de pilotes de périphériques destinés à l'affichage. Le premier était GDOS et le second GIOS. GDOS est une couche d'abstraction matérielle de dessin, GIOS reproduisant ces dessins sur du matériel (cartes graphiques, traceurs, imprimantes, pellicules photographiques)

## Pilotes de périphériques connus
- DDFXLR7 Epson et les imprimantes Epson compatibles
- Imprimante DD-DMP1 Amstrad DMP1 (aka Seikosha GP500M-2)
- Imprimantes DDSHINWA utilisant mécanisme Shinwa
- DDHP7470 DD7470 Hewlett Packard HP 7470 et traceurs compatibles, HP-GL / 2
- DDMODE0 Amstrad CPC écran en mode 0
- Écran DDMODE1 Amstrad CPC en mode 1
- Écran DDMODE2 Amstrad CPC en mode 2
- DDSCREEN Amstrad PCW écran
- DD7220 Hewlett Packard HP 7220, HP-GL
- DDGDC DDNCRDMV NEC μPD7220
- DDGEN2 Retro-Graphics GEN.II (Ratfor code source dans le Guide du programmeur)
- DDHI3M Houston Instrument (en) HiPlot DMP
- DDHI7M Houston Instrument HiPlot DMP
- DDMX80 Epson MX-80 + Graftrax plus
- DDVRET VT100 + Retro-Graphics GEN.II (aka 4027/ 4010 )
- DDFXHR8 Epson hi-res , 8-bit
- DDQX10 QX-10 écran
- DDCITOH C. Itoh
- DDFXLR8 Epson -rés lo , 8-bit

### lien externe
- Divers drivers GSX